# Roms vergessener Feldzug. Die Schlacht am Harzhorn

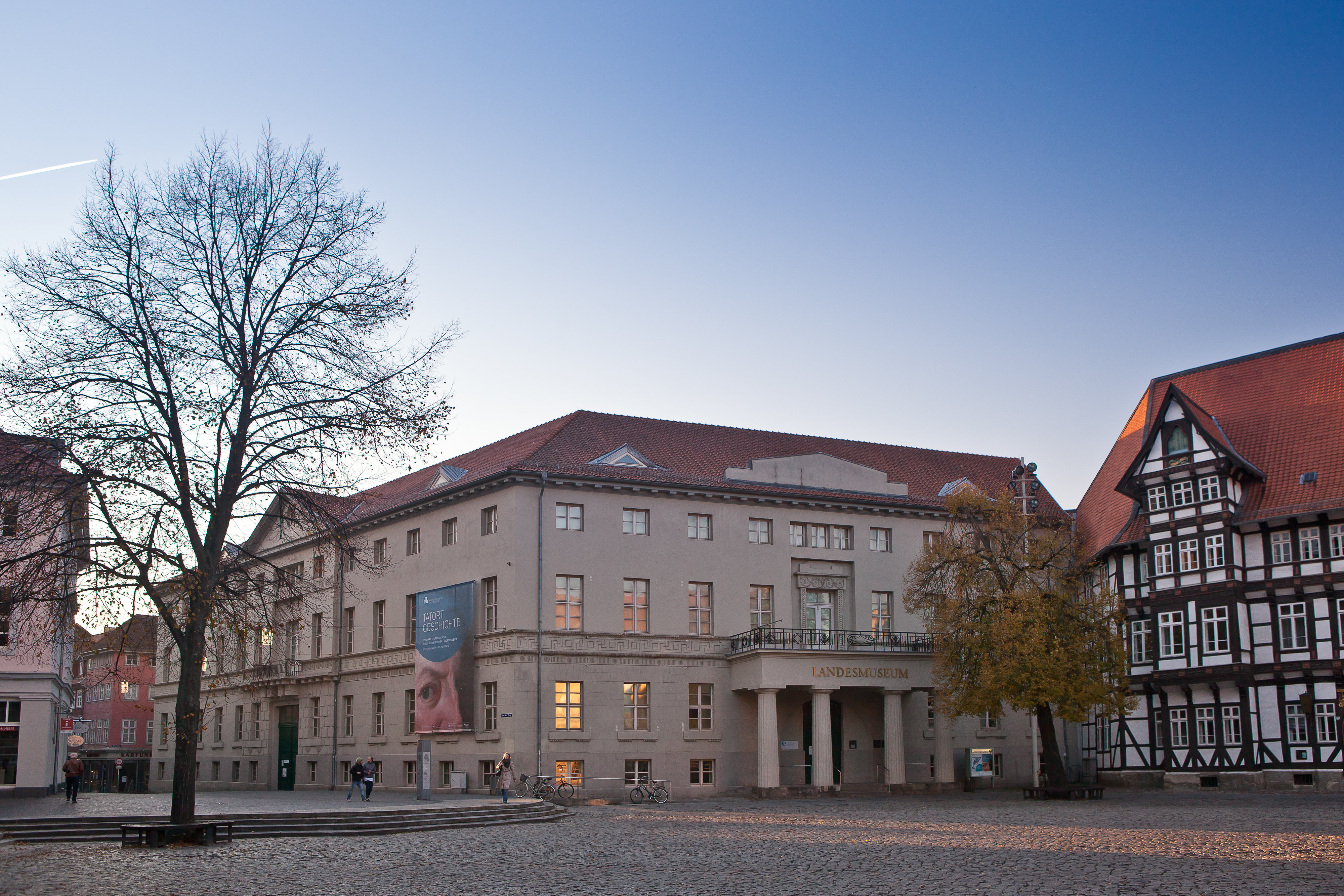
Landesausstellung im Braunschweigischen Landesmuseum

Unter dem Titel Roms vergessener Feldzug. Die Schlacht am Harzhorn fand vom 1. September 2013 bis 2. März 2014 im Braunschweigischen Landesmuseum in Braunschweig eine Niedersächsische Landesausstellung statt. Sie befasste sich mit dem Harzhornereignis.

## Anlass

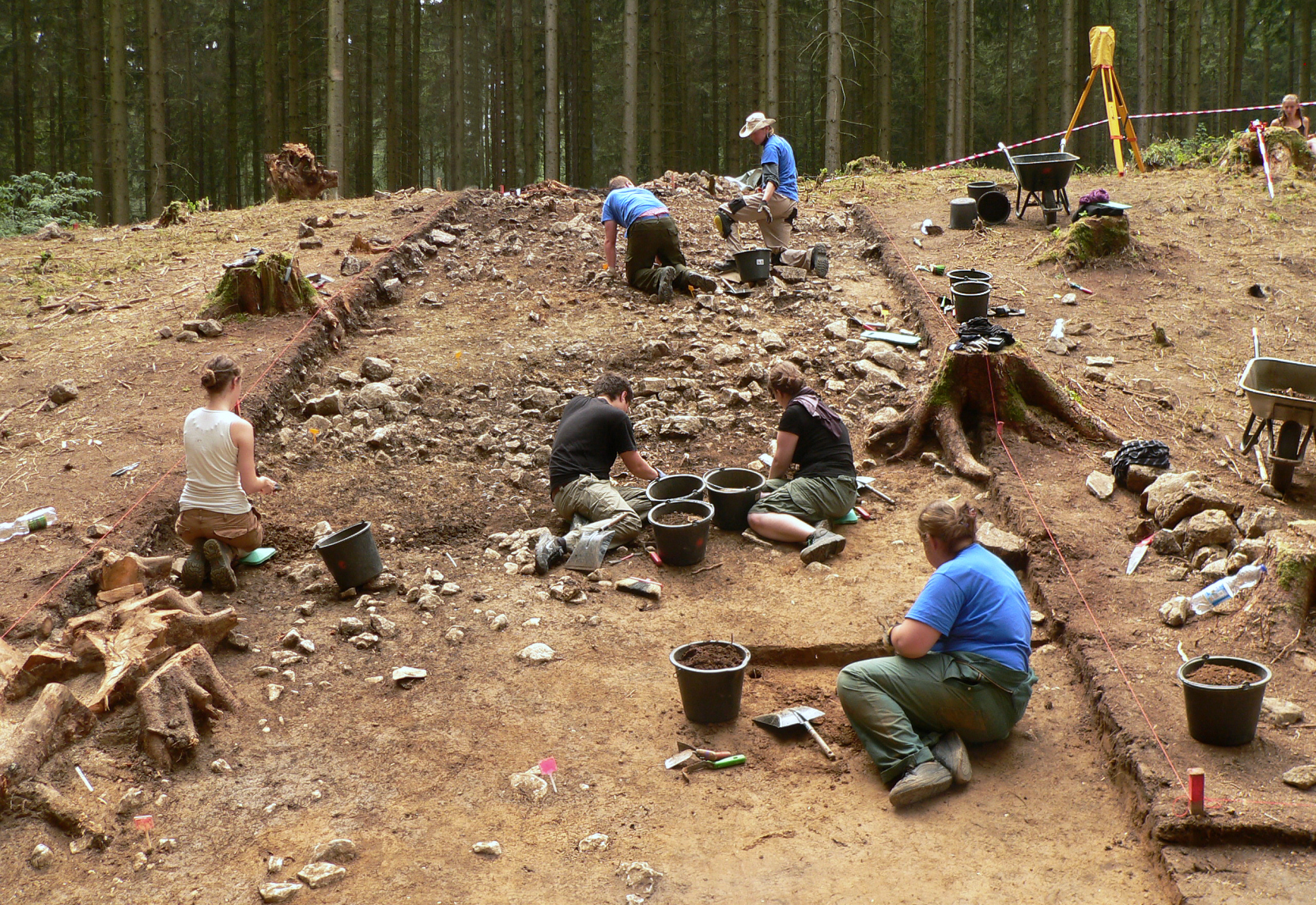
Ausgrabung auf dem Hauptkamm des Harzhornes, 2012

Der Anlass der Niedersächsischen Landesausstellung 2013 ist das Harzhornereignis, bei dem es sich um eine Reihe von Gefechten am archäologischen Fundplatz nahe dem Kalefelder Ortsteil Wiershausen im Landkreis Northeim in Niedersachsen handelt. Es wurden dort ab 2008 bei Prospektionen und Ausgrabungen im Erdreich Fundstücke entdeckt, die auf Kampfhandlungen zwischen Römern und Germanen in der ersten Hälfte des 3. Jahrhunderts n. Chr. hindeuten. Es gilt als eines der am besten erhaltenen antiken Schlachtfelder Europas.

## Inhalt
Inhaltlich präsentierte die Ausstellung auf 1000 m² die kriegerischen Auseinandersetzungen am Harzhorn sowie das Leben von römischen Legionären und Germanen im 3. Jahrhundert unter besonderer Berücksichtigung des Kaisers Maximinus Thrax. Als Ausstellungsgegenstände waren zahlreiche Exponate der rund 2700 Fundstücke vom Schlachtfeld zu sehen. Des Weiteren wurden Ausstellungsstücke von rund 80 Leihgebern aus 10 europäischen Staaten präsentiert, darunter eine zeitgenössische Büste von Maximinus Thrax aus den Kapitolinischen Museen in Rom, römische Fundstücke aus dem Thorsberger Moor in Schleswig-Holstein und Teile eines römischen Marschzeltes des Kastells von Newstead in Großbritannien. Das Landesmuseum bot während der Ausstellungszeit organisierte Gruppenfahrten zum Gelände des Schlachtfeldes am Harzhorn an. Dort entstand seit 2013 eine touristische Infrastruktur mit Wegen, Informationstafeln und einem Info-Gebäude.
Die Ausstellung gliederte sich in sieben Themenbereiche:

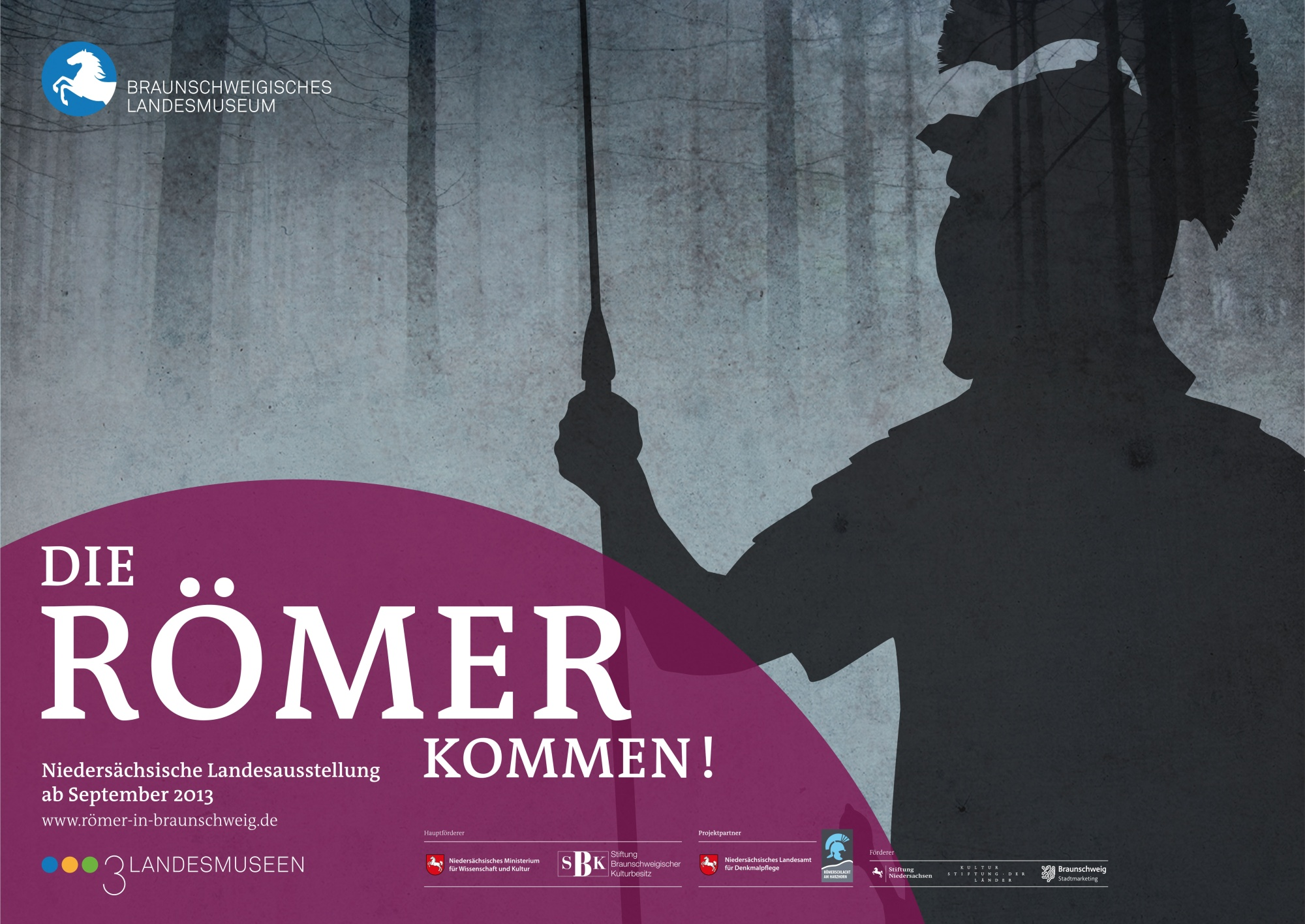
Vorankündigungsplakat

- Entdeckungsgeschichte des Schlachtfeldes
- Kontakte zwischen Römern und Germanen in den Bereichen Handel und Krieg mit Bezug zur Germania des Tacitus
- Auftakt des Feldzuges nach der Germania magna in den Jahren 231 bis 235 n. Chr.
- Durchführung des Feldzuges nach der Germania magna mit dem hypothetischen Marschweg
- Die Schlacht am Harzhorn
- Die Herrschaftszeit des Soldatenkaisers Maximinus Thrax
- Die Zeit nach der Schlacht mit der Entwicklung in der Germania magna und dem Limesfall der Jahre 259/260 n. Chr.

Begleitet wurde die Landesausstellung im Themenzusammenhang durch Projekte des Naturhistorischen Museums Braunschweig (Wildes Germanien) und des Herzog Anton Ulrich-Museums (Römer und Germanen beim Schachspiel). Außerdem präsentierte das Herzog Anton Ulrich-Museum in der Kemenate der Burg Dankwarderode neuzeitliche Darstellungen römischer Soldaten.

## Organisation, Kosten und Besucherzahlen
Neben der Leiterin des Braunschweigischen Landesmuseums Heike Pöppelmann waren an der Ausstellungsdurchführung sieben weitere Mitarbeiter beteiligt. Das Land Niedersachsen stellte 650.000 Euro, davon 100.000 Euro für die Infrastruktur am Harzhorn, der insgesamt 1,8 Millionen Euro Ausstellungskosten, bereit.
68.264 Besucher kamen in die Ausstellung, die damit auf dem dritten Platz bei den Besucherzahlen der letzten 20 Jahre bei Ausstellungen in Braunschweig liegt. Auf Platz 1 ist die Troja-Ausstellung, die 2001 ca. 330.000 Besucher sahen, gefolgt auf Platz 2 von der Ausstellung Heinrich der Löwe und seine Zeit. Herrschaft und Repräsentation der Welfen 1125–1235, die 1995 ca. 100.000 Besucher sahen.

### Wissenschaftliche Betreuung
Die wissenschaftliche Betreuung der Landesausstellung erfolgte in Zusammenarbeit mit der Arbeitsgruppe Harzhorn, die sich aus Vertretern des Niedersächsischen Landesamtes für Denkmalpflege, der Universität Osnabrück, der Freien Universität Berlin, dem Niedersächsischen Institut für historische Küstenforschung, dem Historischen Museum Frankfurt, dem Landkreis Northeim, der Stadt Bad Gandersheim und der Gemeinde Kalefeld zusammensetzte.
Zur Ausstellung bestand ein wissenschaftlicher Beirat und eine wissenschaftliche Arbeitsgruppe, die sich zusammensetzten aus:

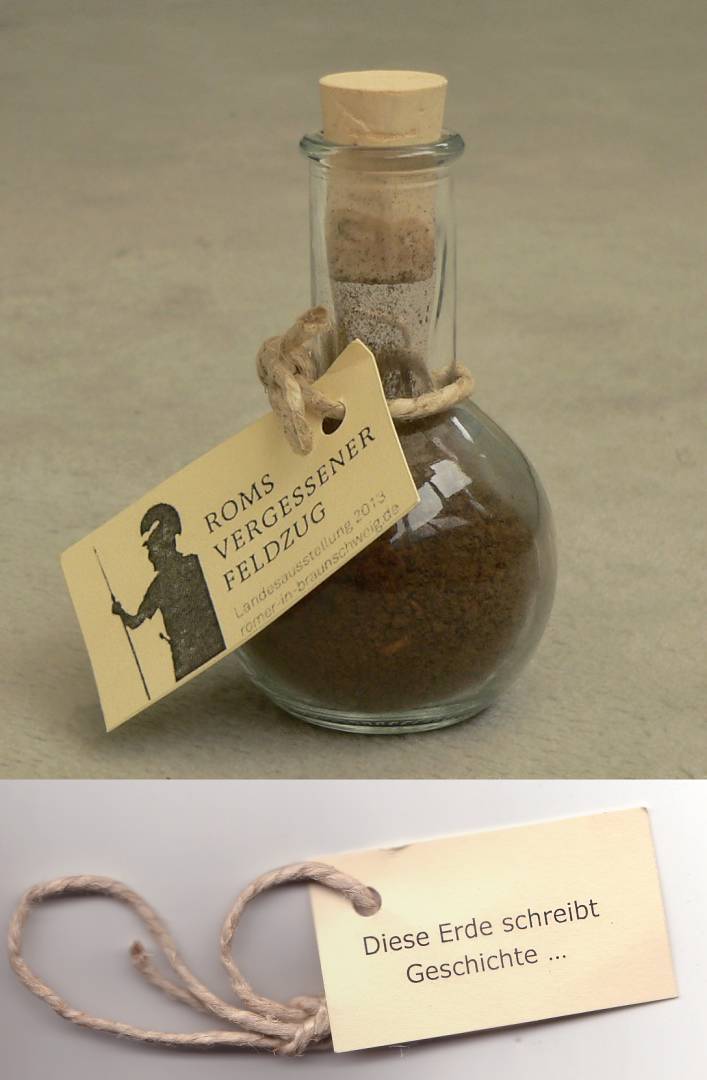
Flasche mit Erde vom Harzhorn als Werbemittel zur Landesausstellung

- Frank Berger, Historisches Museum Frankfurt
- Felix Bittmann, Niedersächsisches Institut für historische Küstenforschung
- Claus von Carnap-Bornheim, Archäologisches Landesmuseum Schloss Gottorf
- Thomas Fischer, Universität Köln
- Michael Geschwinde, Niedersächsisches Landesamt für Denkmalpflege, Braunschweig
- Henning Haßmann, Niedersächsisches Landesamt für Denkmalpflege, Hannover
- Petra Lönne, Kreisarchäologin Northeim
- Babette Ludowici, Niedersächsisches Landesmuseum Hannover
- Michael Meyer, Freie Universität Berlin
- Günther Moosbauer, Universität Osnabrück
- Lars Jørgensen, Dänisches Nationalmuseum, Kopenhagen
- Dieter Quast, Römisch-Germanisches Zentralmuseum Mainz
- Stefan Winghart, Niedersächsisches Landesamt für Denkmalpflege, Hannover
- Reinhard Wolters, Universität Wien